# Старый Ливадийский дворец

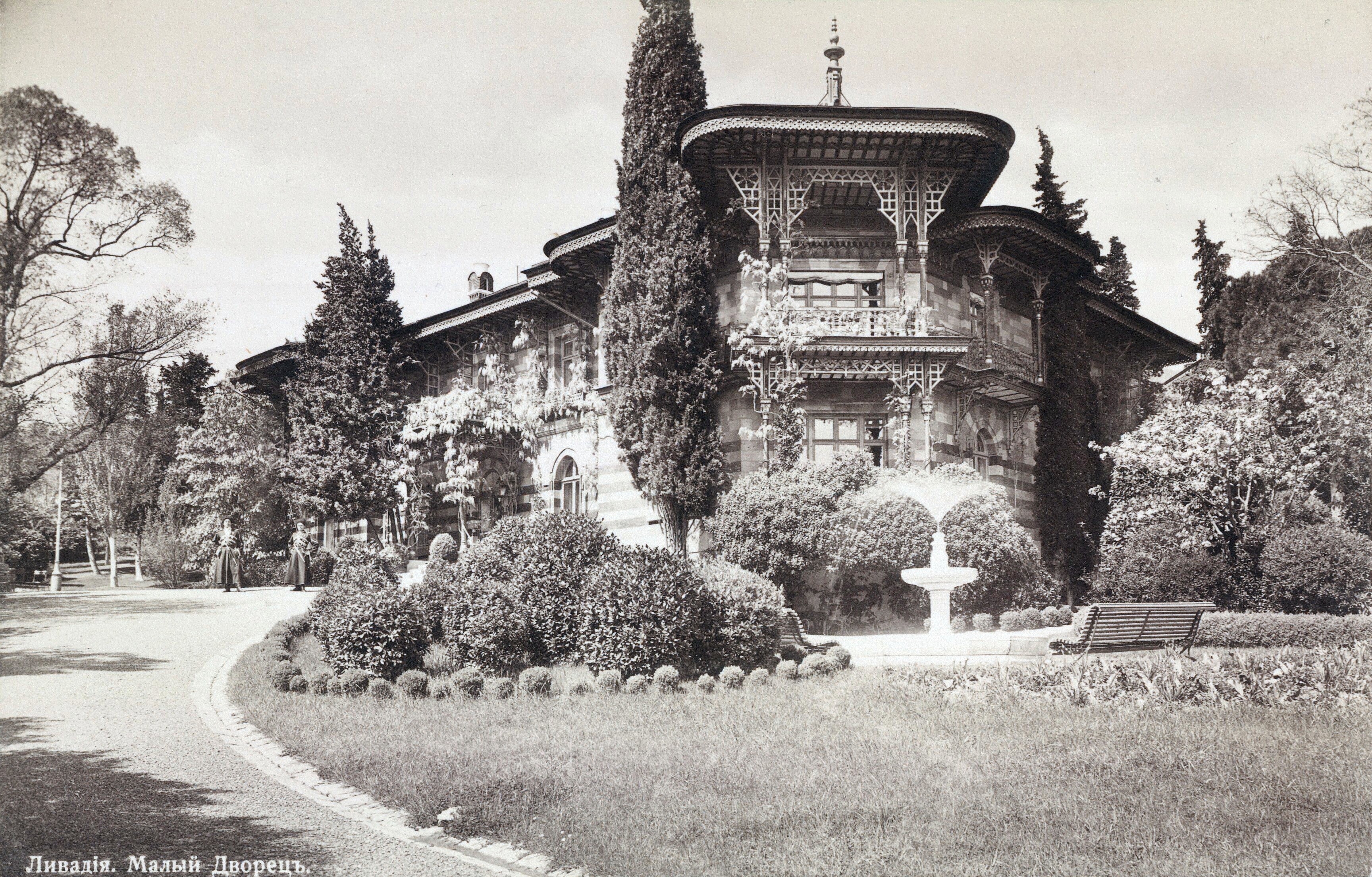

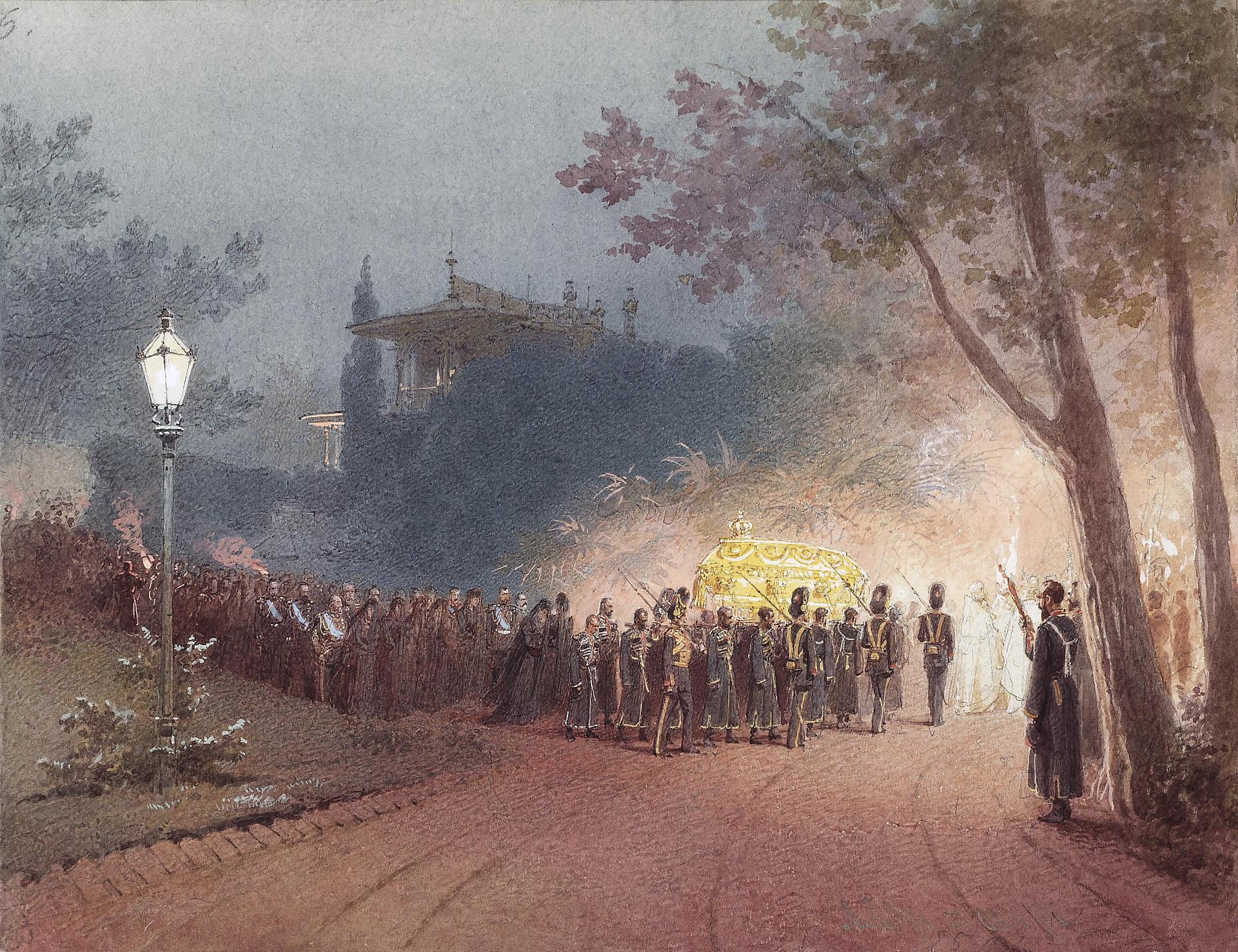
Картина Михаила Зичи: Вынос тела Александра III из Малого дворца в Ливадии, 1895 год.

Старый Ливадийский дворец или Старый Большой императорский дворец, а также Малый Ливадийский дворец — существовавший ранее в Ливадии (Крым) дворец, летняя резиденция российских императоров. В 1911 году в Ливадии был построен белый мраморный дворец, который стал основной резиденцией, старый дворец утратил основное значение. В 1904 году строительная комиссия постановила здание полностью снести, а на этом месте возвести новое здание. В 1910 году Большой Ливадийский дворец разобрали, и в тот же год, 23 апреля 1910 года, в день именин императрицы Александры Федоровны, было освящено основание нового дворца, главным строителем которого Николай II назначил известного архитектора Николая Петровича Краснова.

## История
В 1835 году маленькая крымскотатарская деревня была переименована новым владельцем земли Львом Потоцким в Ливадию (в древнегреческой мифологии — полянка, лужайка). На территории Ливадии был сооружён белокаменный дворец и заложен ландшафтный парк.
В 1860 году Ливадию получило удельное ведомство для монаршей семьи. По плану придворного архитектора И. А. Монигетти здесь были построены Большой императорский дворец и Малый дворец для наследника. С 1861 года Ливадийский дворец стал с июня по август резиденцией Александра II и императорской семьи. В 1894 году в Ливадии умер Александр III.
В состав Ливадийского дворцово-паркового комплекса входили ранее Свитский (Пажеский) корпус, дворец министра двора барона Фредерикса, сооруженные в одно и то же время с дворцом, дворцовая Крестовоздвиженская церковь, построенная в 1872 году, и итальянский дворик.
В 1911 году архитектором Н. П. Красновым на территории бывшего дворца был построен новый Белый Мраморный дворец — с июня по август резиденция царя Николая II. Первый камень был заложен 23 апреля 1910 года в день именин императрицы Александры Федоровны, а закончено строительство было через 17 месяцев — 11 сентября 1911 года. В новом дворце был также установлен камин из старого дворца.
Позже на территории бывшего дворца были открыты теннисные корты.